# 向前
向前（1907年11月15日—1975年2月25日），原名向義方，廣東陸豐（今屬廣東省汕尾市）人，曾任中華民國保密局情報員、國安局顧問（領少將銜）及僑委會顧問，亦曾於香港從事抗日活動，戰後在香港成為義安工商總會的領導人，並以太平山體育會、義安公司、新安公司等合法團體作掩護，被視為三合會組織新義安的奠基者及創始人。

## 生平
清同治年間，廣東有潮州人成立的「萬安社」，本為互助性的民間團體，傳入香港。1919年，萬安社龍頭去世。萬安社的部分成員脫離社團，成立了義安社，義安社於1921年以義安工商總會名義向當時英屬香港的華民政務司署注冊，成為合法團體，向前在幫會中逐漸成為領袖人物，第二次國共內戰期間，向前自稱「太平山義安堂」堂主，也隨廣州的「洪門忠義堂」（即「十四K」）首任堂主葛肇煌中將宣佈效忠中華民國政府，同時成為中華民國國軍國防部軍事情報局的主管及受蔣介石頒少將軍銜。
1947年義安工商總會被港英政府取消註冊後，改組成「新義安」。1953年，向前被指涉嫌參加三合會及非法政治組織，被驅逐出境，遷居臺灣。向前居留臺灣期間曾被蔣介石召見。向前出境後，由長子向華炎開始處理幫會事務，剛中學一年級畢業的向華炎便完全接手幫會事務，直到其於1987年被捕為止。
1975年2月25日向前在臺灣臺北市中正區三軍總醫院逝世，由兒子們將骨灰運回香港安放在沙田寶福山，佔用12個骨灰靈位，上面列出向前12名子女中，其中9名兒子的名字：華炎、華榮、華光、華波（第七）、華坤、華強（第十）、華國（十一）、華勝（第十二）、華民。

## 家族列表
- 太太：鍾金[2][3]

### 兒女
- 長子向華炎「四眼龍」：其前妻呂杏華的父親呂六，是「五億探長」呂樂之叔父。向華炎結婚時，呂樂仍未升任探長，向、呂兩家故互為世交。其亦曾在八十年代出任龍頭帶領幫會。其後，因在1987年捲入新義安龍頭案而被起訴並判監入獄七年，直到1989年上訴得直，當庭釋放。九七回歸後，不少新義安幫會會員更被中央政府招安，向華炎從此變得深居簡出。
- 长女向華玲（1932- ?），居於上水公屋 / 老人院
- 次子向華榮：地產商
- 三子向華光（1942-2016）：從事教育工作
- 次女向華嬌
- 四子向華波：在1990年代曾是香港海陸豐幫派組織新義安的二號人物，但外面对其介绍甚少。其後因學佛，厌倦帮派这种打杀成片、刀光剑影的日子，少参与帮派组织，並與弟弟向華強及向華勝一同經營娛樂事業，业绩平平。曾任中國國際經濟文化促進會理事。
- 五子向華坤：曾經營珠寶生意
- 三女向華麗
- 六子向華強：香港知名的電影出品人，中國星集團有限公司老闆。向華強首任前妻為有國軍背景的1970年代知名臺灣女星丁珮，現任妻子陳嵐（原名陳明英）亦是同樣來自臺灣，幫助丈夫管理家族生意業務。向氏家族可謂在娛樂、電影界舉足輕重，向前家族成員在商界不少也有立足地位和有頭有面，在任何社會場合向華強總有太太陪伴，以及保鑣跟隨出入。
- 七子向華國：科健拓展（Oasis Healthcare Limited）股東
- 八子向華勝（1950-2014）：演員，與兄長向華強成立永盛電影公司（中國星集團有限公司前身），其中不少著名明星、導演也和中國星集團有限公司合作，例如：劉德華、李连杰、梅艳芳、舒淇、張柏芝、周星驰、甄子丹等等，而著名導演王晶、刘镇伟、徐克、杜琪峰等等，不少與向華強的妻子，即向太陳嵐（原名陳明英）關係要好。
- 九子向華民

### 孫
- 孫兒
  - 向展偉：向華炎之子，律師
  - 向展傑：向華炎之子
  - 向展棠：向華波之子
  - 向展橒：向華波之子，早年曾因涉及毒品問題而入獄
  - 向展熙：向華坤之子
  - 向展平：即向佐，向華強之子
  - 向展凡：即向佑，向華強之子
  - 向展飛
  - 向展鴻
  - 向展斌
  - 向展邦：與弟弟向展威創辦M.SPY Model Agency，擔任行政總裁[4]（M.SPY模特兒公司）
  - 向展威：與哥哥向展邦創辦M.SPY Model Agency，擔任董事總經理
  - 向展錡：已改名為陳冠錡
  - 向展輝：香港樂隊Closer鼓手，現居日本
  - 向展鵬：向華榮之子[5]，從事保險業（保誠香港），林作前上線
- 孫女
  - 向詠怡：向華炎大女，夫為張人龍已故兒子張亮聲
  - 向詠茵：向華炎細女，大律師
  - 向詠恒：即向均羚，向華強之大女
  - 向詠彤：向華國大女